# Onda Jerez Radiotelevisión
Onda Jerez Radiotelevisión es una empresa de radio y televisión española perteneciente a la empresa municipal JECOMUSA (Jerez Comunicación Municipal Sociedad Anónima) que, a su vez, depende del Ayuntamiento de Jerez de la Frontera, Andalucía.

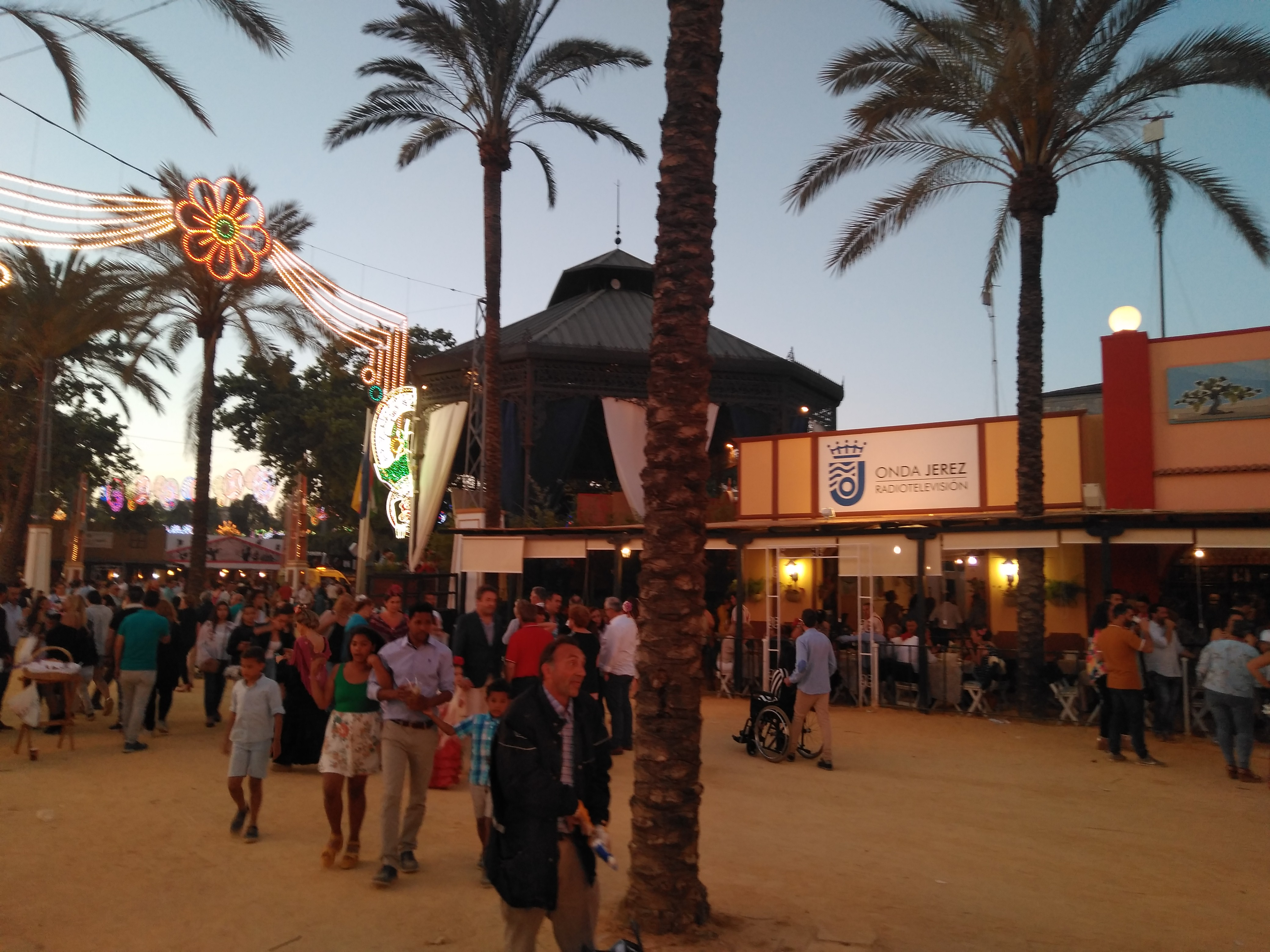
Caseta de Onda Jerez en la Feria del Caballo

## Historia
Onda Jerez Radio comienza a emitir el 20 de junio de 1986, bajo iniciativa del ayuntamiento y amparándose en la ley vigente de emisoras locales. Dos años más tarde, en 1989, comienza a emitir la sección de televisión que durante sus primeros meses de vida, tuvo varios cortes de emisión, algunos de ellos bastante prolongados, motivados por problemas con la licencia de emisión.
Onda Jerez TV, al ser la televisión municipal del ayuntamiento cabeza de una demarcación de televisión digital terrestre tiene asegurada su licencia en dicho sistema. La demarcación de Jerez abarca, además de su territorio municipal, los municipios pertenecientes a la Costa Noroeste de Cádiz, estos son Sanlúcar de Barrameda, Trebujena, Chipiona y Rota. Otra emisora de televisión municipal será la encargada de cubrir de forma específica el resto de ayuntamientos, además se darán tres licencias privadas más.

## Programas destacados
El programa "Los caminos del cante", que desde hace más de 20 años emite diariamente sonidos flamencos recibió el segundo Premio 'Andalucía de Comunicación Audiovisual Local 2015' al mejor programa de entretenimiento, galardón entregado por la Dirección General de Comunicación Social de la Consejería de la Presidencia y Administración Local de la Junta de Andalucía

## Directores
- José Antonio Carmona Otero
- Álvaro Moreno
- Vicente Delgado
- Pedro Rollán
- Begoña Rodríguez
- Rocío Tinajero
- Fulgencio Meseguer
- Ana Carrión
- María del Mar Carrasco